# Ахазія (цар Юдеї)
Ахазія  — шостий цар Юдейського царства, молодший син та наступник царя Йорама . Період його правління тривав до одного року у 842 р. до н. е., чи 841 р. до н. е.
Ахазія вступив на трон у 22-х річному віці. Брав участь разом зі своїм дядьком, царем Ізраїлю Йорамом у невдалому для юдейського війська поході в Сирію у гілеадський Рамот, проти арамейців. У цьому поході Йорам був поранений. Коли ж Ахазія приїхав відвідати дядька, то прибув якраз на початку заколоту воєначальника Єгу. Ахазія намагався втекти від бунтівників, але був схоплений та забитий (2 Хр. 22:8-9) Єгу, метою якого було винищення всіх належних до династії Омрі. Мати Ахазії була Аталія, вона була і дочкою Омрі (2 Цар. 8:26). Наступницею Ахазії стала його мати Аталія, проти якої виступив пізніше Йоас.